# The Heavy Entertainment Show Tour
The Heavy Entertainment Show Tour è stato un tour del cantante britannico Robbie Williams, realizzato per promuovere il suo undicesimo album in studio, The Heavy Entertainment Show.
Il tour si è svolto tra giugno 2017 e novembre 2018, negli stadi e nelle arene di Europa, Oceania, Sud America e Nord America. È stato il primo tour di Williams a visitare il Sud e il Nord America in 12 anni: il cantante vi si era esibito per l'ultima volta nel 2006, con il Close Encounters Tour.

## Accoglienza
In Europa il tour è stato seguito da oltre 1 milione di fan; in totale ha registrato oltre 1,5 milioni di spettatori e 113 milioni di dollari di incassi.

## Recensioni
Silvia Gianatti di Vanity Fair Italia, in una recensione poco entusiasta del concerto di Williams a Verona, scrisse che "ci sono tutti gli ingredienti per fare un grande show", ma "appare chiaro dopo poche canzoni che questa volta il re è un po' stanco. [...] balla di meno, si emoziona di meno, e sì, canta anche di meno", lamentandosi del fatto che "diciotto canzoni sono forse un po' poche per uno spettacolo così atteso".

## Scaletta
Dal concerto di Verona del 14 luglio 2017:
1. "The National Anthem of Robbie" Intro (base di "Land of Hope and Glory")
2. "The Heavy Entertainment Show"
3. "Let Me Entertain You"
4. "Monsoon"
5. "Party Like a Russian"
6. "Minnie the Moocher (The Ho De Ho Song)" (Cab Calloway cover)
7. "Freedom! '90" (George Michael cover)
8. "Love My Life"
9. A Cappella Medley:
  1. "Livin' on a Prayer" (Bon Jovi cover)
  2. "Rehab" (Amy Winehouse cover)
  3. "The Best" (Tina Turner cover)
  4. "Kiss" (Prince cover)
  5. "U Can't Touch This" (MC Hammer cover)
  6. "Don't You Want Me" (The Human League cover)
  7. "Stayin' Alive" (Bee Gees cover)
  8. "Candy"
  9. "Here Comes the Hotstepper" (Ini Kamoze cover)
  10. "You're the One That I Want" (John Travolta cover)
  11. "Back For Good" (Take That cover)
10. "Come Undone"
11. "Millennium"
12. "Somethin' Stupid" (Frank Sinatra cover)
13. "Rudebox"
14. "Kids"
15. "Sweet Caroline" (Neil Diamond cover) (duetto con Pete Conway)
16. "Feel"
17. "Rock DJ"
18. "She's the One" (World Party cover)
19. "Angels"
20. "My Way" (Frank Sinatra cover)

## Date del tour
| Data             | Città             | Stato           | Luogo                                    | Artisti d'apertura   | Spettatori |
| Europa           | Europa            | Europa          | Europa                                   | Europa               | Europa     |
| ---------------- | ----------------- | --------------- | ---------------------------------------- | -------------------- | ---------- |
| 2 giugno 2017    | Manchester        | Regno Unito     | Etihad Stadium                           | Erasure              | 55,000     |
| 3 giugno 2017    | Manchester        | Regno Unito     | Etihad Stadium                           | Erasure              | 55,000     |
| 6 giugno 2017    | Southampton       | Regno Unito     | St Mary's Stadium                        | Erasure              | 35,000     |
| 9 giugno 2017    | Edimburgo         | Regno Unito     | Murrayfield Stadium                      | Erasure              | 60,000     |
| 13 giugno 2017   | Coventry          | Regno Unito     | Ricoh Arena                              | Erasure              | 40,000     |
| 17 giugno 2017   | Dublino           | Irlanda         | Aviva Stadium                            | Erasure              | 50,000     |
| 21 giugno 2017   | Cardiff           | Regno Unito     | Principality Stadium                     | Erasure              | 50,000     |
| 23 giugno 2017   | Londra            | Regno Unito     | London Stadium                           | Erasure              | 70,000     |
| 26 giugno 2017   | Dresda            | Germania        | DDV-Stadion                              | Erasure              | 30,000     |
| 28 giugno 2017   | Düsseldorf        | Germania        | Esprit Arena                             | Erasure              | 45,000     |
| 1 luglio 2017    | Parigi            | Francia         | AccorHotels Arena                        | Erasure              | 18,000     |
| 4 luglio 2017    | Nimega            | Paesi Bassi     | Goffertpark                              | Erasure              | 65,000     |
| 8 luglio 2017    | Werchter          | Belgio          | Werchter Park                            | Erasure              | 50,000     |
| 11 luglio 2017   | Hannover          | Germania        | HDI-Arena                                | Erasure              | 45,000     |
| 14 luglio 2017   | Verona            | Italia          | Stadio Marcantonio Bentegodi             | Erasure              | 45,000     |
| 15 luglio 2017   | Lucca             | Italia          | Piazza Napoleone (Lucca Summer Festival) | Erasure              | 12,000     |
| 17 luglio 2017   | Barolo            | Italia          | Piazza Colbert                           | Erasure              | 12,000     |
| 19 luglio 2017   | Francoforte       | Germania        | Commerzbank-Arena                        | Erasure              | 40,000     |
| 22 luglio 2017   | Monaco di Baviera | Germania        | Olympiastadion                           | Erasure              | 70,000     |
| 25 luglio 2017   | Berlino           | Germania        | Waldbühne                                | Erasure              | 22,000     |
| 26 luglio 2017   | Berlino           | Germania        | Waldbühne                                | Erasure              | 22,000     |
| 29 luglio 2017   | Stoccolma         | Svezia          | Tele2 Arena                              | Erasure              | 40,000     |
| 1 agosto 2017    | Trondheim         | Norvegia        | Granåsen Arena                           | Erasure              | 35,000     |
| 4 agosto 2017    | Bergen            | Norvegia        | Koengen Arena                            | Erasure              | 23,000     |
| 7 agosto 2017    | Copenaghen        | Danimarca       | Parken Stadion                           | Erasure              | 50,000     |
| 10 agosto 2017   | Tampere           | Finlandia       | Ratinan Stadion                          | Erasure              | 32,000     |
| 16 agosto 2017   | Vilnius           | Lituania        | Vingis Park                              | Erasure              | 60,000     |
| 19 agosto 2017   | Praga             | Repubblica Ceca | Airport Letnany                          | Erasure              | 50,000     |
| 23 agosto 2017   | Budapest          | Ungheria        | Groupama Arena                           | Erasure              | 25,000     |
| 26 agosto 2017   | Vienna            | Austria         | Ernst Happel Stadion                     | Erasure              | 50,000     |
| 29 agosto 2017   | Klagenfurt        | Austria         | Wörthersee Stadion                       | Erasure              | 35,000     |
| 2 settembre 2017 | Zurigo            | Svizzera        | Letzigrund Stadion                       | Erasure              | 48,000     |
| Oceania          |                   |                 |                                          |                      |            |
| 14 febbraio 2018 | Auckland          | Nuova Zelanda   | Vector Arena                             | Tami Neilson         | 12,000     |
| 17 febbraio 2018 | Dunedin           | Nuova Zelanda   | Forsyth Barr Stadium                     | Tami Neilson         | 16,000     |
| 20 febbraio 2018 | Brisbane          | Australia       | Entertainment Centre                     | The Bamboos Sheppard | 12,000     |
| 22 febbraio 2018 | Coldstream        | Australia       | Rochford Wines Green                     | The Bamboos Sheppard | 12,000     |
| 24 febbraio 2018 | Melbourne         | Australia       | Rod Laver Arena                          | The Bamboos Sheppard | 13,000     |
| 25 febbraio 2018 | Melbourne         | Australia       | Rod Laver Arena                          | The Bamboos Sheppard | 13,000     |
| 28 febbraio 2018 | Sydney            | Australia       | Qudos Bank Arena                         | The Bamboos Sheppard | 15,000     |
| 1 marzo 2018     | Sydney            | Australia       | Qudos Bank Arena                         | The Bamboos Sheppard | 15,000     |
| 3 marzo 2018     | Geelong           | Australia       | Mt. Dundeed Estate                       | The Bamboos Sheppard | 20,000     |
| 4 marzo 2018     | Adelaide          | Australia       | Circuito di Adelaide                     | The Bamboos Sheppard | 90,000     |
| 7 marzo 2018     | Perth             | Australia       | Perth Arena                              | The Bamboos Sheppard | 15,000     |
| Sud America      |                   |                 |                                          |                      |            |
| 5 novembre 2018  | Santiago del Cile | Cile            | Movistar Arena                           |                      | 13,000     |
| 8 novembre 2018  | Asunción          | Paraguay        | Hipódromo de Asunción                    | 25,000               |            |
| Nord America     |                   |                 |                                          |                      |            |
| 15 novembre 2018 | Guadalajara       | Messico         | Arena VFG                                |                      | 11,000     |
| 17 novembre 2018 | Città del Messico | Messico         | Autodromo Hermanos Rodríguez             | 85,000               |            |

### Cancellazioni
| Data              | Città           | Stato     | Luogo                       | Causa                                                                                         |
| ----------------- | --------------- | --------- | --------------------------- | --------------------------------------------------------------------------------------------- |
| Luglio 2017       | Valladolid      | Spagna    | Stadio José Zorrilla        | Cancellato a causa del mancato accordo tra il management di Williams e le autorità cittadine. |
| 13 agosto 2017    | Varsavia        | Polonia   | Stadio Nazionale            | Cancellato a causa di difficoltà logistiche.                                                  |
| 7 settembre 2017  | San Pietroburgo | Russia    | Palazzo del ghiaccio        | Cancellati a causa di problemi di salute di Williams.                                         |
| 10 settembre 2017 | Mosca           | Russia    | Olimpijskij Arena           | Cancellati a causa di problemi di salute di Williams.                                         |
| 16 settembre 2017 | Tel Aviv        | Israele   | Yarkon Park                 | Riprogrammato per il 2018, è stato in seguito cancellato per motivi sconosciuti.              |
| 10 novembre 2018  | Buenos Aires    | Argentina | Club Ciudad de Buenos Aires | Cancellato a causa del maltempo.                                                              |